# Combinat métallurgique de Novolipetsk
 (mars 2011).
Si vous disposez d'ouvrages ou d'articles de référence ou si vous connaissez des sites web de qualité traitant du thème abordé ici, merci de compléter l'article en donnant les références utiles à sa vérifiabilité et en les liant à la section « Notes et références ».
Le Combinat métallurgique de Novolipetsk (en russe : Новолипецкий металлургический комбинат, Novolipetski metallourguitcheski kombinat) ou NLMK (en russe : НЛМК) est une entreprise sidérurgique russe qui fait partie de l'indice RTS.

## Historique
Après la chute de l'Union soviétique, Vladimir Lissine, homme d'affaires actif dans le secteur des métaux, rachète NLMK sur les seconds marchés et en prend la présidence.
En 2017, NLMK est le plus grand producteur de métal en Russie selon World Steel Association. Ses principaux clients sont alors les pays européens et les États-Unis. 
En 2021, le chiffre d'affaires de la société s'élève à 8,1 milliards d'euros.
Le 24 février 2024 puis le 24 avril 2024, le combinat a été attaqué par des drones ukrainiens,,.

### En Belgique
NLMK opère une usine de production de métal à La Louvière en Belgique qui sert essentiellement le secteur de l'automobile avec une capacité de production annuelle de 3 millions de tonnes.

### En France
NLMK est implanté à Strasbourg dans la zone industrielle du Port du Rhin.
En France, NLMK était aussi propriétaire d'un site situé dans la commune picarde de Beautor (traversée par le canal de la Sambre à l'Oise) fermé en 2016. Il a été racheté en 2019 par la société Drekan pour y installer entre autres une activité de rénovation de grandes éoliennes après dépollution du site, condition posée par la DREAL,.

### Galerie

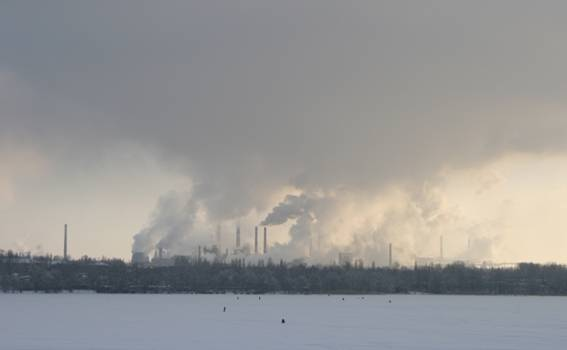
Une usine de Novolipetsk Steel vue de la rivière Voronej.
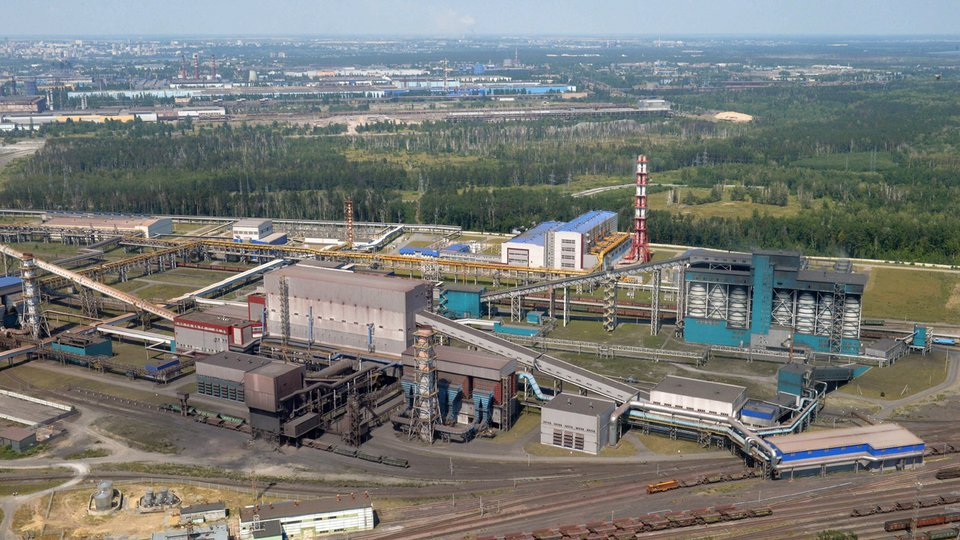
Un atelier du site.